# 流敏晴
流 敏晴（ながれ としはる、1948年7月7日 - 2016年9月15日）は、福岡県北九州市出身のプロ野球選手（投手）、プロ野球スカウト、長崎国際大学硬式野球部監督。福岡県立小倉商業高等学校卒業。

## 来歴・人物
小倉商業高校では、2年生の時に1965年秋季九州大会県予選で県北部決勝まで進むが小倉高に敗退。翌1966年春季九州大会県予選では2回戦で八幡高を相手に7回コールドながら完全試合を達成して注目される。同年夏の甲子園県予選では準々決勝で柳川商に惜敗、甲子園には出場できなかった。
1966年第1次ドラフト会議で阪急ブレーブスから2位指名を受け入団。足立光宏、山田久志に続くアンダースロー。飄々とした風貌から投げられるシュート、カーブを武器に6年目にプロ入り初勝利を挙げる。
1976年に引退後も阪急の球団職員として残り、チーム付スコアラーとして活動。球団がオリックスになったのち、1993年からは編成部に異動し、トレードやスカウト活動に従事。2005年には編成部長に就任。2008年に定年を迎えたあともスカウト活動を継続していたが、2014年12月末日をもって契約満了に伴い退団した。
その後2015年1月に学生野球指導資格を回復し、同年4月に硬式野球部が創部された長崎国際大学の初代監督に就任した。2016年より九州地区大学野球連盟に加盟し、北部九州ブロック2部リーグ参戦。春季は2位にチームを導いた。同年の秋季リーグのさなかの9月15日、胸部大動脈瘤破裂のため急逝。68歳没。指揮官を失った長崎国際大ナインは、毎試合、流の遺影に黙祷を捧げてから試合に臨み、参戦1年目にして秋季リーグ優勝、1部昇格を果たした。

## 詳細情報

### 年度別投手成績
| 年 度     | 球 団     | 登 板 | 先 発 | 完 投 | 完 封 | 無 四 球 | 勝 利 | 敗 戦 | セ 丨 ブ | ホ 丨 ル ド | 勝 率 | 打 者 | 投 球 回 | 被 安 打 | 被 本 塁 打 | 与 四 球 | 敬 遠 | 与 死 球 | 奪 三 振 | 暴 投 | ボ 丨 ク | 失 点 | 自 責 点 | 防 御 率 | W H I P |
| --------- | --------- | ----- | ----- | ----- | ----- | -------- | ----- | ----- | -------- | ----------- | ----- | ----- | -------- | -------- | ----------- | -------- | ----- | -------- | -------- | ----- | -------- | ----- | -------- | -------- | ------- |
| 1967      | 阪急      | 2     | 1     | 0     | 0     | 0        | 0     | 1     | --       | --          | .000  | 16    | 3.0      | 6        | 0           | 2        | 0     | 0        | 0        | 0     | 0        | 4     | 4        | 12.00    | 2.67    |
| 1971      | 阪急      | 5     | 1     | 0     | 0     | 0        | 0     | 0     | --       | --          | ----  | 35    | 9.0      | 6        | 1           | 3        | 0     | 0        | 2        | 0     | 0        | 3     | 3        | 3.00     | 1.00    |
| 1972      | 阪急      | 5     | 3     | 1     | 0     | 0        | 1     | 1     | --       | --          | .500  | 88    | 21.2     | 20       | 2           | 5        | 1     | 0        | 9        | 1     | 0        | 7     | 7        | 2.86     | 1.15    |
| 通算：3年 | 通算：3年 | 12    | 5     | 1     | 0     | 0        | 1     | 2     | --       | --          | .333  | 139   | 33.2     | 32       | 3           | 10       | 1     | 0        | 11       | 1     | 0        | 14    | 14       | 3.71     | 1.25    |

### 記録
- 初登板：1967年5月13日、対南海ホークス7回戦（大阪球場）、8回裏から5番手で救援登板・完了、1回3失点
- 初先発登板：1967年10月8日、対東京オリオンズ23回戦（東京スタジアム）、2回1失点で敗戦投手
- 初勝利・初先発勝利・初完投勝利：1972年9月30日、対西鉄ライオンズ24回戦（平和台球場）、9回2失点

### 背番号
- 38 （1967年 - 1975年）
- 82 （1976年）